# زانا نيمتسوفا
زانا بوريسوفنا نيمتسوفا (بالروسية: Жанна Борисовна Немцова)‏ (بالروسية: Жа́нна Бори́совна Немцо́ва) ولدت في 26 مارس 1984 بنيجني، وهي صحفية وناشطة اجتماعية روسية، وهي بنت بوريس نيمتسوف.

## حياتها المبكرة
ولدت نيمتسوفا بنيجني، الاتحاد السوفياتي يوم 26 مارس 1984 لرئيس الوزراء الروسي السابق بوريس نيمتسوف والمستثمرة رايسا أخميتوفنا نيمتسوفا. وهي خريجة معهد موسكو الحكومي للعلاقات الدولية. وأيضا في موسكو حصلت على المركز الثاني في التعليم القانوني.

## مسارها المهني
عملت نيمتسوفا في محطة الراديو صدى موسكو، ثم أدارت موقع أبيها. وبعد ذلك عملت صحفية في مجال الاقتصاد لصالح محطة تلفزيون روسيا آر بي سي. عملت فيما بعد كصحافية اقتصادية لمحطة تلفزيون آر بي كاي الروسي، لبث وإجراء مقابلات مع ممثلين عن الشركات والسياسيين.
بعد اعتيال والدها في فبراير 2015، عدت نيمتسوفا لإجراء تحقيق مناسب، وقالت أنها تلقت تهديدات، ولسلامتها، هاجرت في يونيو 2015.
في أغسطس 2015، بدأت نيمتسوفا العمل كمراسلة في قسم روسيا في الشبكة الإذاعية العامة الألمابية دويتشه فيله في بون.

## الجوائز
في 4 أغسطس، نيمتسوفا حصلت على 1.1 مليون دولار أمريكي كجائزة تضامنية في بولندا.
حصلت على جائزة أشجع امرأة دولية لعام 2016.

## روابط خارجية
- زانا نيمتسوفا على موقع IMDb (الإنجليزية)